# Tội đồ
Tội đồ (tiếng Anh: Sinners) là một bộ phim điện ảnh Mỹ thuộc thể loại hành động – nhạc kịch – kinh dị – siêu nhiên – chính kịch ra mắt vào năm 2025 do Ryan Coogler làm đạo diễn, viết kịch bản và đồng sản xuất, với sự tham gia diễn xuất của các diễn viên gồm Michael B. Jordan, Hailee Steinfeld, Miles Caton, Jack O'Connell, Wunmi Mosaku, Jayme Lawson, Omar Miller và Delroy Lindo. Lấy bối cảnh tại Mississippi vào năm 1932, tác phẩm xoay quanh Elijah Moore (Smoke) và Elias Moore (Stack) – hai anh em sinh đôi tội phạm trở về quê để làm lại cuộc đời nhưng vô tình vướng vào vòng xoáy chết chóc khi phải chiến đấu với một thế lực ma cà rồng hắc ám đầy nguy hiểm.
Tháng 1 năm 2024, Coogler bắt đầu phát triển bộ phim thông qua hãng phim Proximity Media của mình khi tuyển Jordan vào vai chính. Sau khi đấu thầu thành công, Warner Bros. Pictures chiếm suất mua bản quyền phát hành bộ phim và những vai diễn khác được tuyển vai vào tháng 4 cùng năm. Bộ phim được ghi hình từ tháng 4 đến tháng 7 năm 2024, với việc Ludwig Göransson – cộng tác viên lâu năm của Coogler – tiếp tục tham gia soạn nhạc phim và đảm nhận thêm cả vai trò giám đốc sản xuất của tác phẩm.
Tội đồ được Warner Bros. Pictures phát hành tại các cụm rạp ở Mỹ vào ngày 18 tháng 4 năm 2025 và tại Việt Nam vào ngày 21 tháng 5 cùng năm. Sau khi ra mắt, tác phẩm nhận về những lời khen ngợi từ giới chuyên môn và là một thành công lớn về mặt doanh thu khi thu về 365,9 triệu USD từ kinh phí sản xuất 90–100 triệu USD, qua đó trở thành bộ phim có doanh thu cao thứ chín vào năm 2025.

## Nội dung
Năm 1932, hai anh em song sinh Elijah "Smoke" Moore và Elias "Stack" Moore trở về quê ở Clarksdale, Mississippi sau nhiều năm làm việc cho tập đoàn Mafia Mỹ Chicago Outfit. Sử dụng số tiền đánh cắp từ các băng đảng xã hội đen, họ bắt đầu làm lại cuộc đời bằng việc mua một xưởng cưa từ ông chủ Hogwood để mở một quán rượu kiêm tụ điểm âm nhạc dành cho cộng đồng người da đen địa phương. Cậu em họ Sammie là một nghệ sĩ guitar có hoài bão lớn đồng ý chơi nhạc cho quán rượu, mặc dù cha anh là mục sư Jedidiah cảnh báo rằng dòng nhạc blues rất dễ thu hút quỷ dữ.
Để bắt đầu khai trương quán rượu, hai anh em Moore tuyển nghệ sĩ piano Delta Slim làm người biểu diễn, vợ cũ của Smoke là Annie làm đầu bếp, cặp vợ chồng chủ cửa hàng người Hoa Grace và Bo Chow làm người cung cấp, và tá điền Cornbread làm nhân viên bảo vệ. Một hôm, Smoke và Annie tranh cãi về tín ngưỡng huyền bí của cô và cái chết của đứa con gái sơ sinh của hai người, trong khi Stack quen lại bạn gái cũ Mary. Mary trách Stack bỏ rơi cô, nhưng Stack phân trần rằng anh chỉ bảo vệ cô. Ở một nơi khác, những thợ săn ma cà rồng của bộ tộc da đỏ Choctaw đang truy đuổi gắt gao Remmick, một ma cà rồng nhập cư nguy hiểm người Ireland đang tung hoành khắp miền quê. Remmick nhanh trí lừa hai vợ chồng thuộc hội viên Ku Klux Klan là Peter và Lola cho hắn nơi trú ẩn và sau đó biến cả hai người thành ma cà rồng.
Vào đêm khai trương quán rượu, Sammie, Delta Slim và ca sĩ Pearline bắt đầu biểu diễn. Giọng hát của Pearline làm mê mẩn các vị khách và vô tình triệu hồi linh hồn của các nghệ sĩ da đen từ quá khứ và tương lai. Khi đó, Remmick, Peter và Lola vô tình nghe thấy tiếng nhạc và họ muốn trả tiền lẫn góp một chút âm nhạc để được vào quán rượu, nhưng Smoke và Stack đuổi đi vì nghi ngờ rằng họ cố tình phân biệt chủng tộc với những vị khách. Bất thình lình, Mary chạy theo Remmick để kêu họ vào quán nhưng bị sập bẫy và biến thành ma cà rồng, sau đó cô trở lại quán rượu và cắn chết Stack. Smoke phát hiện sự việc và bắn chết Mary, nhưng cô không chết và trốn thoát. Cornbread khi đang đi vệ sinh cũng bị Remmick khuất phục.
Sau vụ việc kinh hoàng này, Smoke buộc phải đuổi khách đi và đóng cửa quán rượu, ai ngờ trên đường về thì tất cả những vị khách và Bo đều bị đám ma cà rồng tiêu diệt. Trong khi đó, Stack bất ngờ hồi sinh dưới hình hài ma cà rồng, nhưng Annie đuổi anh đi bằng việc sử dụng nước tỏi ngâm. Nhận ra những kẻ tấn công ban nãy là những con ma cà rồng khát máu, Annie chỉ bảo những người sống sót cách giết chúng bằng những yếu tố tự nhiên, mặc dù cô thừa nhận rằng dù cho có giết được Remmick đi chăng nữa thì vẫn không thể cứu được những nạn nhân đã chết dưới tay hắn. Phía bên kia, Remmick bắt đầu chia sẻ ký ức về quá khứ của hắn cho đồng bọn của mình, dù tính cách của họ vẫn còn đó. Vì không thể vào quán rượu, hắn hứa sẽ tha cho những người sống sót ở bên trong quán nếu họ chịu giao nộp Sammie cho hắn, với mục đích là dùng tài năng âm nhạc của anh để hắn có thể triệu hồi linh hồn của một cộng đồng ma cà rồng bị thất lạc, ngoài ra hắn cũng cảnh báo rằng Hogwood thật ra là hội trưởng của hội Ku Klux Klan địa phương đang có kế hoạch tấn công quán rượu vào lúc bình minh. Khi những người sống sót từ chối lời đề nghị, Remmick đe dọa sẽ biến Lisa – con gái của Bo và Grace – thành ma cà rồng. Quá phẫn nộ, Grace quyết định mời bọn ma cà rồng vào quán, và từ đây một cuộc hỗn chiến đã nổ ra.
Trong cuộc hỗn chiến, Grace hy sinh để giết Bo, Stack cắn Annie và Smoke đành lòng ra đòn ân huệ để ngăn cô biến thành ma cà rồng. Dưới sự thúc giục của Stack, Mary thoát khỏi quán rượu, còn Delta Slim cũng hy sinh để giữ chân bọn chúng, giúp cho Smoke, Sammie và Pearline có thời gian để bỏ trốn trên lầu. Khi đang chạy trốn, Pearline bị Remmick sát hại, Smoke ra tay đánh và hạ gục Stack, còn Sammie thì bị Remmick bắt ở một con sông gần đó. Lúc sắp nguy cấp, Sammie kịp thời dùng hộp cộng hưởng bằng bạc của cây đàn guitar đánh vào đầu Remmick, làm cho hắn và đồng bọn choáng váng trong giây lát, qua đó tạo điều kiện để cho Smoke đến nơi và đóng cọc hắn. Cuối cùng, Remmick và đồng bọn bị mặt trời thiêu rụi. Sau cuộc hỗn chiến, Smoke đưa Sammie trở về nhà rồi sau đó giết chết Hogwood và đồng bọn của ông, nhưng lại bị bắn trọng thương. Trước lúc lâm chung, anh nhìn thấy linh hồn của Annie và cô con gái yêu dấu rồi sau đó ra đi thanh thản. Trong khi đó, bất chấp lời cầu xin của cha anh về việc từ bỏ con đường âm nhạc, Sammie vẫn quyết định theo đuổi hoài bão của mình với cây đàn guitar trong tay. 
Sáu mươi năm sau, Sammie giờ đây là một nghệ sĩ chơi nhạc blues có tiếng tăm ở Chicago. Sau một buổi biểu diễn tại câu lạc bộ nhạc blues của mình, Sammie nhìn thấy linh hồn của Stack và Mary đến thăm. Stack tiết lộ rằng Smoke đã tha lỗi cho anh tại quán với điều kiện mong muốn Sammie phải sống một cuộc sống thật tử tế. Sau khi từ chối lời đề nghị bất tử của Stack và Mary, Sammie biểu diễn cho họ và sau đó cả hai rời đi. Khi họ rời đi, Sammie thừa nhận rằng mặc dù bị ám ảnh cái đêm định mệnh hôm đó cho đến khi bạo loạn xảy ra, đó là ngày tuyệt vời nhất trong cuộc đời anh. Stack đồng ý với Sammie, bởi đó là lần cuối cùng mà anh nhìn thấy Smoke hoặc mặt trời, và cũng là lần duy nhất anh thực sự cảm thấy được tự do.

## Diễn viên
- Michael B. Jordan trong vai Elijah "Smoke" Moore và Elias "Stack" Moore, hai anh em song sinh tội phạm bắt đầu làm lại cuộc đời, bỗng chốc vướng vào cuộc đấu tranh chống lại thế lực ma cà rồng hắc ám.
- Hailee Steinfeld trong vai Mary, bạn gái cũ của Stack mang dòng máu một phần tám da đen.
- Miles Caton trong vai Sammie "Preacher Boy" Moore, người em họ của Smoke và Stack và là một nghệ sĩ guitar có hoài bão lớn.
  - Buddy Guy trong vai Sammie Moore lúc già.
- Jack O'Connell trong vai Remmick, một ma cà rồng người Ireland đang gây nỗi khiếp sợ trên khắp vùng quê.
- Wunmi Mosaku trong vai Annie, vợ của Smoke và là người thực hành hệ tâm linh hoodoo.
- Jayme Lawson trong vai Pearline, một ca sĩ có chồng mà Sammie say mê.
- Omar Miller trong vai Cornbread, một tá điền được thuê làm bảo vệ quán rượu.
- Delroy Lindo trong vai Delta Slim, một nghệ sĩ piano.
- Peter Dreimanis trong vai Bert, một thành viên chi hội Ku Klux Klan và là chồng của Joan.
- Lola Kirke trong vai Joan, một thành viên chi hội Ku Klux Klan và vợ của Bert.
- Lý Lệ Quân trong vai Grace Chow, vợ của Bo và là chủ tiệm tạp hóa.
- Saul Williams as Jedidiah Moore, một mục sư và là cha của Sammie.
- Yao trong vai Bo Chow, chồng của Grace và chủ tiệm tạp hóa.
- David Maldonado trong vai Hogwood, hội trưởng của hội Ku Klux Klan và là chú của Bert.
- Helena Hu trong vai Lisa Chow, con gái của Bo và Grace.
- Andrene Ward-Hammond trong vai Ruthie, mẹ của Sammie.
- Nathaniel Arcand trong vai Chayton, một thợ săn ma cà rồng của bộ tộc Choctaw.
- Tenaj L. Jackson trong vai Therese, vợ có bầu của Cornbread.

## Sản xuất
Tháng 1 năm 2024, có thông tin cho rằng Ryan Coogler đang làm một bộ phim lịch sử (lấy bối cảnh tại miền Nam Hoa Kỳ thời luật Jim Crow, có bao gồm yếu tố xác sống) thông qua công ty sản xuất Proximity Media của anh, với người đồng nghiệp lâu năm Michael B. Jordan vào vai chính. Bộ phim có kinh phí khoảng 90 triệu USD và được Sony Pictures, Warner Bros. Pictures và Universal Pictures tham gia đấu giá quyền phát hành phim. Coogler yêu cầu quyền được chia doanh thu đầu tiên, quyền quyết định bản cắt cuối cùng và quyền sở hữu bộ phim sau 25 năm. Tháng 2 năm 2024, Warner Bros. mua lại bản quyền phát hành bộ phim. Dàn diễn viên gia nhập đóng phim được công bố vào tháng 4 và tháng 5 năm 2024. Vai diễn Mary ban đầu được Halsey thử vai trước khi được Steinfeld đảm nhận.
Bộ phim được khởi quay tại New Orleans từ ngày 14 tháng 4 đến ngày 17 tháng 7 năm 2024 với tên gọi ban đầu là Grilled Cheese, với Autumn Durald Arkapaw đảm nhận vị trí nhà quay phim. Bộ phim sử dụng khổ phim 65 mm và kết hợp máy quay IMAX 15-perf và Ultra Panavision 70, nên các cảnh quay được thực hiện xen kẽ giữa tỷ lệ khung hình 1,43:1 và 2,76:1. Kodak làm một bản IMAX của máy quay 100D 5294 Ektachrome để dành riêng cho việc sản xuất phim, được sử dụng trong những phân cảnh hồi tưởng. Kinh phí sản xuất ở Louisiana là 67,6 triệu USD, làm tăng ngân sách của bộ phim lên khoảng 100 triệu USD. Nhà thiết kế sản xuất Hannah Beachler cho biết thiết kế nhà thờ trong phim có các thanh dầm bắt chéo giống cử chỉ "Wakanda bất diệt" nhằm tỏ lòng tôn kính với Chadwick Boseman của Black Panther: Chiến binh Báo Đen.

## Nhạc phim
Ludwig Göransson là người tham gia soạn nhạc cho bộ phim. Anh lấy cảm hứng từ nhạc blues và thực hiện bản nhạc bằng cây đàn ghi-ta cộng hưởng  từ năm 1932 của hãng Dobro Cyclops, là cây đàn của nhân vật Sammie trong bộ phim. Trong giai đoạn tiền kỳ, Coogler gửi cho Göransson một số bản thu âm từ thập niên 1930 và 1940, nhất là những bản thu âm của Robert Johnson và Tommy Johnson. Serena, vợ của Ludwig và một nghệ sĩ vĩ cầm khác đã đồng ý sản xuất các bài hát theo đề nghị của Ludwig và Coogler.
Ludwig và Serena hợp tác với Lawrence "Boo" Mitchell, một nhà sản xuất nhạc blues sở hữu Royal Studios, và tham quan Bảo tàng B.B. King và các quán rượu máy hát tự động ở Clarksdale và Indianola để lấy cảm hứng. Göranssons và Mitchell thu âm các bài hát tại Royal Studios trong năm ngày với các nhạc sĩ như Alvin Youngblood Hart và Cedric Burnside. Mitchell cũng mời những nhạc sĩ blues khác như Brittany Howard, Raphael Saadiq, Bobby Rush, Christone "Kingfish" Ingram và Buddy Guy. Ludwig và Serena thuê một phòng thu ở New Orleans và tập luyện các bài hát với Jack O'Connell, Lola Kirke, Peter Dreimanis và Jayme Lawson. Phần lớn bài hát trong phim được thu âm trực tiếp tại phim trường và các thành viên đoàn làm phim thực hiện cùng với các nhạc sĩ blues. Hailee Steinfeld cũng tham gia sáng tác và thể hiện bài hát "Dangerous".
Mặc dù nhạc phim của hầu hết các bộ phim do Warner Bros. phát hành thường được hãng thu âm nội bộ WaterTower Music hoặc các hãng thu âm thuộc sở hữu của Warner Music Group phát hành, nhạc phim của Tội đồ được hãng thu âm Sony Music phát hành. Nhạc phim được phát hành trên Sony Masterworks cùng ngày với bộ phim, gồm 22 bản nhạc do các nhạc sĩ nhạc blues thực hiện cùng với các thành viên đoàn phim. Đĩa đơn chính "Sinners" do Rod Wave thực hiện được phát hành hai tuần trước đó.

## Phát hành
Tội đồ ban đầu được lên lịch phát hành tại Mỹ vào ngày 7 tháng 3 năm 2025, nhưng dời lại đến ngày 18 tháng 4 năm 2025 (hoán đổi ngày phát hành với Mickey 17) để có thêm thời gian thực hiện hậu kỳ do thiếu phòng phim vì bộ phim dùng rất nhiều máy quay phim. Ngoài bản phát hành kỹ thuật số tiêu chuẩn, bộ phim cũng được phát hành 10 bản phim 70 mm IMAX và 5 bản phim 70 mm tiêu chuẩn. Tại Việt Nam, bộ phim được công chiếu vào ngày 21 tháng 5 năm 2025 sau nhiều lần trì hoãn.

## Đón nhận

### Doanh thu phòng vé
Tính đến  ngày 25 tháng 5 năm 2025, Tội đồ đã thu về 259 triệu USD tại Mỹ và Canada, cùng với 80 triệu USD tại những thị trường khác, qua đó tổng doanh thu toàn cầu là 339 triệu USD. Nhiều ấn phẩm, bài báo cho rằng bộ phim phải thu về từ 170–185 triệu USD, đến 200–250 triệu USD hoặc thậm chí 300 triệu USD để hòa vốn sau khi tính đến ngân sách sản xuất, cát-xê, video theo yêu cầu, các hợp đồng phát trực tuyến với Amazon Prime Video và Netflix. Nhiều khán giả và một số nhân vật trong ngành điện ảnh như Ben Stiller chỉ trích truyền thông định hướng dư luận khi chỉ tập trung vào nguy cơ lỗ vốn và thù lao của Coogler thay vì sức hút của bộ phim.

### Đánh giá chuyên môn
Trên hệ thống tổng hợp kết quả đánh giá Rotten Tomatoes, Tội đồ nhận 97% lượng đồng thuận dựa trên 401 bài đánh giá. Các chuyên gia của trang web nhất trí rằng: "Bằng sự hòa quyện bùng nổ giữa nghệ thuật kể chuyện thông qua hình ảnh điêu luyện và âm nhạc sôi động, Tội đồ – bộ phim bom tấn nguyên gốc đầu tiên của biên kịch kiêm đạo diễn Ryan Coogler đã bộc lộ trọn vẹn hết về trí tưởng tượng độc đáo của anh". Trên chuyên trang Metacritic, tác phẩm giành số điểm trung bình là 84/100, dựa theo 55 phê bình gia, cho thấy giới chuyên môn đều dành những lời "tán dương rộng rãi". Khảo sát khán giả từ chuyên trang CinemaScore chấm bộ phim điểm "A" theo thang điểm từ A+ đến F (thang điểm cao nhất dành cho một bộ phim kinh dị sau 35 năm), trong khi đó PostTrak cho biết tác phẩm có tổng điểm tích cực chiếm 92%, với 84% là những lời "khuyến nghị nên xem".